# Цегельна вулиця (Київ, Дніпровський район)
Цеге́льна ву́лиця — вулиця в Дніпровському районі міста Києва, місцевість Микільська слобідка. Пролягає від Слобідського провулку до вулиці Дениса Рачінського. 
Прилучається Силікатна вулиця.

## Історія
Вулиця виникла в середині XX століття, назва — від розташованого поряд цегельного заводу (з 1959 року — згідно з довідником «Вулиці Києва» 1995 року).
Вулиця була офіційно ліквідована 1977 року в зв'язку з переплануванням місцевості, однак фактично залишилася існувати.